# NHL 10
NHL 10 est un jeu vidéo de hockey sur glace qui est sorti le 15 septembre 2009 sur PlayStation 3 et sur Xbox 360. Il est la création du studio de Vancouver d'Electronic Arts. Patrick Kane des Blackhawks de Chicago figure sur la couverture du jeu.

## Nouveautés
Le jeu inclut notamment des nouveautés comme les batailles contre la bande, un nouveau mode dynastie amélioré appelé mode GM, un nouveau mode bataille pour la coupe, des batailles améliorées en vue subjective, de l'intimidation, des gardiens plus réalistes, un contrôle complet de la force et de la précision des passes ainsi que plus de 200 améliorations au niveau de la jouabilité.

## Bande-son
1. Alexisonfire - "Young Cardinals"
2. Cancer Bats - "Deathsmarch"
3. CKY - "Hellions on Parade"
4. Disco Ensemble - "Golden Years"
5. Dragonforce - "Heroes of Our Time"
6. Eagles of Death Metal -  "Anything 'Cept the Truth"
7. Earl Greyhound - "Oye Vaya"
8. Green Day - "Know Your Enemy"
9. Megadeth - "Peace Sells"
10. MeTalkPretty - "Wake Up! Wake Up!"
11. Ministry & Co-Conspirators - "Keys to the City"
12. MxPx - "Kids in America"
13. Nickelback - "Burn It to the Ground"
14. Papa Roach - "Into the Light"
15. Priestess - "Raccoon Eyes"
16. Rancid - "The Bravest Kids"
17. Scorpions - "Rock You Like a Hurricane"
18. Thousand Foot Krutch - "Fire It Up"

## Accueil
- Jeuxvideo.com : 16/20[1]